# Oscar Schuster

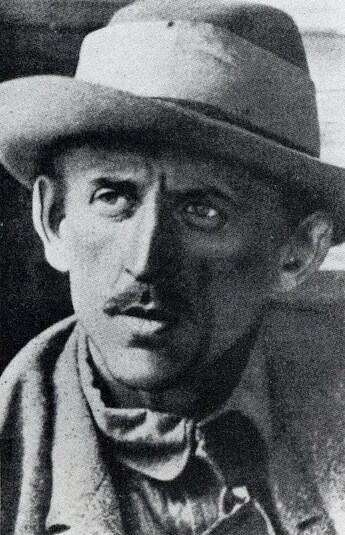
Oscar Schuster

Oscar Schuster (* 1. Oktober 1873 in Markneukirchen; † 2. Juni 1917 in Astrachan) war ein deutscher Mediziner und Alpinist. Er war einer der Pioniere in der Erschließung des Klettergebiets Sächsische Schweiz, ebenso absolvierte er bedeutende Erstbegehungen und Erstbesteigungen in den Alpen und im Kaukasus.
Schuster wuchs als Sohn eines wohlhabenden Kaufmanns in Dresden auf und absolvierte dort sowie im Fridericianum Davos seine Schulausbildung. Von 1894 bis 1901 studierte er Medizin, war aber nach dem Abschluss mit Promotion nicht auf die Ausübung seines Berufs angewiesen. Er widmete sich stattdessen seinen vielfältigen alpinen Interessen. Neben der Erschließung der Sächsischen Schweiz, in der er über 30 Erstbegehungen absolvierte und wesentliche Grundlagen für Technik und Kletterethik legte, war er vor allem in den Alpen aktiv. Bis 1903 verzeichnete er dort über 700 bestiegene Gipfel, darunter ebenfalls etliche Erstbegehungen. Auf vier Expeditionen in den Jahren von 1903 bis 1914 bestieg er zudem diverse Gipfel im Kaukasus. Bei der letzten Expedition kam er aufgrund des beginnenden Ersten Weltkriegs als „feindlicher Ausländer“ in russische Internierung, in der er schwer erkrankte und 1917 starb.

## Leben
Christian Friedrich Oscar Schuster wurde in Markneukirchen am 1. Oktober 1873 als Sohn des Kaufmanns Ernst Oscar Schuster und dessen Ehefrau Christine Marie Schuster, geborene Prenner, geboren. Sein Vater, der aus einer Markneukirchener Instrumentenbauerfamilie stammte, betrieb in Markneukirchen einen erfolgreichen Musikinstrumentenhandel. Schuster hatte eine ältere und eine jüngere Schwester sowie einen jüngeren Bruder.
Einige Jahre nach seiner Geburt zog die Familie nach Dresden, woher seine Mutter stammte. Zunächst erhielt Schuster Unterricht durch Hauslehrer, bevor er 1886 an das Dresdner Wettiner Gymnasium wechselte. Nach zwei Unterrichtsjahren wechselte der als eher schwächlich geltende Schuster an das Fridericianum Davos, ein Gymnasium speziell für lungenkranke und schwächliche Jungen. In dieser Zeit entdeckte er die Berge und absolvierte im Juni 1889 seine erste Bergtour zur Diavolezza.
Im Jahr 1890 wechselte Schuster zurück nach Dresden, diesmal an die Kreuzschule, Ende 1891 ging er allerdings wieder zurück ans Fridericianum, um ein Jahr später erneut an die Kreuzschule zu wechseln. An dieser legte er im Frühjahr 1894 das Abitur ab. Schuster hatte zunächst ein Jurastudium ins Auge gefasst, schrieb sich dann jedoch im April 1894 an der Universität Jena für das Studium der Medizin ein. Dies unterbrach er bereits im Oktober desselben Jahres zur Absolvierung der ersten Hälfte seines Dienstes als Einjährig-Freiwilliger beim Königlich Sächsischen Fußartillerie-Regiment Nr. 12. Danach wechselte er für das im April 1895 beginnende Sommersemester an die Medizinische Fakultät der Ludwig-Maximilians-Universität München, für das folgende Wintersemester an die Albert-Ludwigs-Universität Freiburg. In Freiburg blieb Schuster bis zum Sommer 1898. Sein Studium schloss Schuster schließlich in Kiel ab, zu seinen dortigen Studienkollegen gehörte der Botaniker, Genetiker und Züchtungsforscher Erwin Baur. An der dortigen Christian-Albrechts-Universität absolvierte er am 18. März 1901 sein medizinisches Staatsexamen, gefolgt von der Promotion am 29. Juni desselben Jahres. Seine Doktorarbeit mit dem Titel Ueber die Tuberkulose bei Handwerksburschen, Gelegenheitsarbeitern und Landstreichern wurde mit Cum laude bewertet. Die zweite Hälfte seines Militärdienstes leistete er als Assistenzarzt in Straßburg ab.
Schuster übte den Medizinerberuf jedoch nie praktisch aus. Das väterliche Vermögen – sein Vater war bereits 1891 verstorben – ermöglichte ihm ein Leben als Privatgelehrter, der seinen vielfältigen Neigungen und Interessen nachging – vor allem alpinen Expeditionen und Unternehmungen, sowohl in der Sächsischen Schweiz als auch den Alpen, dem Kaukasus und weiteren Zielen. Sein Wohnsitz befand sich wiederholt wechselnd in München, Freiburg im Breisgau und Dresden. Schuster blieb unverheiratet, trotz mancher Versuche seiner Schwester, ihn zu verheiraten. Er entschied sich, obwohl er diverse freundschaftliche Beziehungen zu Tourenpartnerinnen pflegte, für ein Leben als Junggeselle. Vor allem seine teils mehrmonatigen Auslandstouren ließen ihm wahrscheinlich ein ungebundenes Leben als sinnvoller erscheinen, so die Einschätzung seines Bergfreunds Oskar Pusch.
Von 1906 bis 1908 war Schuster als Student der Philosophie an der Ludwig-Maximilians-Universität in München eingeschrieben und hörte Vorlesungen zu Philosophie und Psychologie, ohne allerdings eine Prüfung abzulegen. Er gehörte 1911 zusammen mit Karl Gjellerup zu den Dresdner Gründungsmitgliedern der Schopenhauer-Gesellschaft. Schuster publizierte umfangreich zu bergsteigerischen und alpinen Themen, aber auch zu philosophischen Fragen.

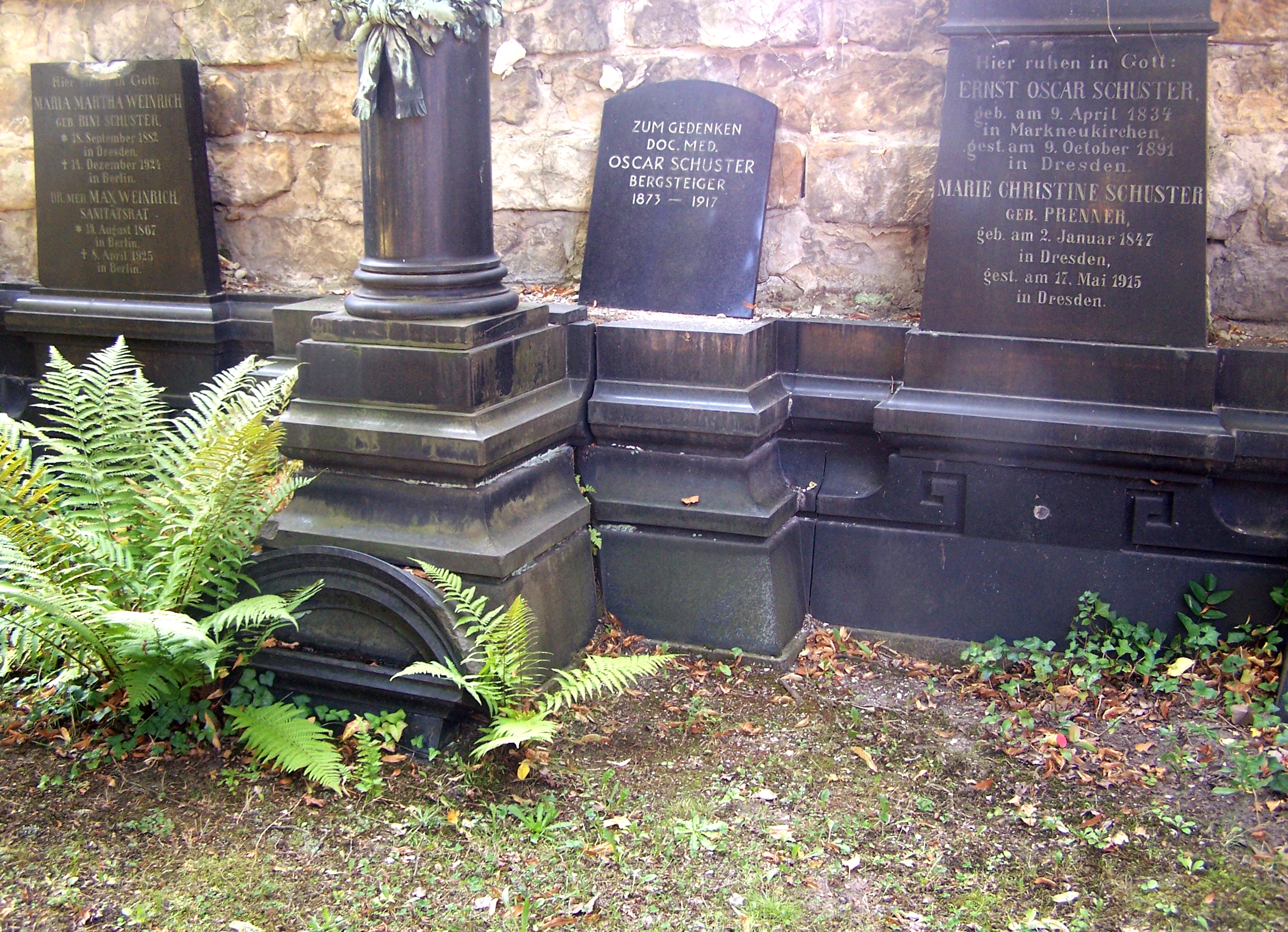
Gedenktafel für Oscar Schuster auf dem Dresdner Trinitatisfriedhof

Am 4. Juli 1914 trat Schuster zusammen mit seinem Freund Walter Fischer aus Dresden sowie zwei Schweizer Bergsteigern erneut eine Kaukasus-Expedition an, wo er seit 1903 bereits mehrfach größere Bergtouren absolviert hatte. Im Kaukasus überraschte der beginnende Erste Weltkrieg die Expedition. Während die Schweizer Bergsteiger als Angehörige eines neutralen Landes ausreisen durften, wurden Schuster und Fischer in Suchumi verhaftet und kamen in russische Internierung. An Malaria erkrankt kamen sie nach einiger Zeit nach Orenburg, wo zur Malaria eine Lungentuberkulose hinzukam. Ende 1916 wurde Schuster in einem Internierungslager in Astrachan inhaftiert, wo er an Typhus erkrankte und schließlich seiner Krankheit am 2. Juni 1917 erlag und drei Tage später beigesetzt wurde. Zur Erinnerung wurde am Familiengrab auf dem Trinitatisfriedhof in Dresden eine Gedenktafel angebracht.
Seine umfangreiche alpinistische Bibliothek vermachte Schuster der Bücherei des Deutschen und Österreichischen Alpenvereins (DuÖAV) in München. Die Alpenvereinsbücherei mitsamt dem Schuster-Nachlass wurde während eines Bombenangriffs auf München in der Nacht zum 3. Oktober 1943 vernichtet. Erhalten geblieben sind drei Postkarten, die Oscar Schuster aus der Gefangenschaft an seinen Freund Henry Hoek bzw. dessen Ehefrau geschrieben hat. Die Postkarten datieren vom August und Dezember 1916.

## Bergsteigerische Laufbahn
Schuster machte seine ersten Bergtouren nicht in den heimatlichen Felsgebieten der Sächsischen Schweiz, sondern als Schüler von Davos aus in den dortigen Bergen. Seine erste Tour führte ihn im Juli 1889 auf die Diavolezza, bereits am 4. August desselben Jahres bestieg er mit dem Piz Kesch den höchsten Gipfel der Albula-Alpen. Im September folgten diverse Bergtouren in Südtirol, unter anderem der Ortler und die Königspitze. Die Begeisterung für den Alpinismus führte dazu, dass er noch im Herbst 1889 der Sektion Davos des Schweizer Alpen-Clubs beitrat.
Der Wechsel 1890 zurück an die Dresdner Kreuzschule führte ihn dazu, im Elbsandsteingebirge erste Klettertouren zu unternehmen. Zunächst als Übungstouren für künftige alpine Unternehmungen gedacht, entdeckte Schuster bald den eigenständigen Wert des Klettersports in der Sächsischen Schweiz. Aus den Alpen kannte er bereits den Umgang mit dem Seil in einer Seilschaft und spezielle Kletterschuhe mit Hanfsohle. Letztere verwendete er erstmals in der Sächsischen Schweiz und führte sie dort ein. Schuster blieb den Alpen weiter verbunden und entdeckte für sich weitere Gebirge als alpine Ziele, nachhaltige Wirkung aber hatte Schuster als Pionier des Kletterns in der Sächsischen Schweiz.

### Sächsische Schweiz

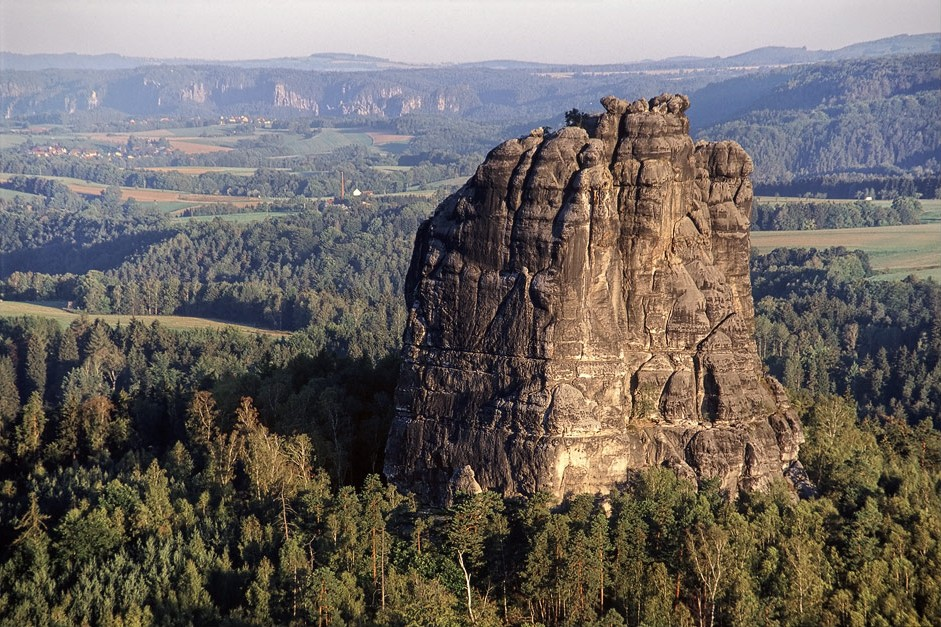
Der Falkenstein – der Schusterweg verläuft in der rechten sichtbaren Wandhälfte durch die etwa auf halber Höhe gut erkennbaren „schrägen Kamine“.

Nicht genau bekannt ist, welche Gipfel Schuster bei seinen ersten Touren im Herbst 1890 bestieg. Er selbst nannte lediglich das Gebiet um die Schweizermühle im Bielatal als Ziel. Eine erste bedeutsame Erstbesteigung war am 13. August 1891 der später nach ihm benannte Schusterturm im Bielatal, den er im Alleingang bestieg und auf dem er bei der zweiten Besteigung 1893 das erste Gipfelbuch deponierte. In den Jahren 1892 und 1893 dominierte er in der Sächsischen Schweiz die Erschließung neuer Gipfel, fast alle in dieser Zeit erstbestiegenen Routen stammen von ihm. Er bestieg nicht nur diverse Kletterfelsen im Klettergebiet Sächsische Schweiz erstmals und deponierte die ersten Gipfelbücher, sondern entwickelte auch wesentliche Gedanken und Ideen zu den später von Rudolf Fehrmann erstellten Sächsischen Kletterregeln, insbesondere den Verzicht auf künstliche Hilfsmittel zur Fortbewegung. Der von Fehrmann veröffentlichte erste Kletterführer für das Gebiet der Sächsischen Schweiz geht ebenfalls auf Schusters Vorarbeiten zurück. Schuster publizierte zudem umfangreich über seine Touren und weckte damit größeres Interesse am Klettern in der Sächsischen Schweiz.

Am bekanntesten ist Schuster in der Sächsischen Schweiz durch den von ihm gemeinsam mit seinem ehemaligen Mitschüler Martin Klimmer am 27. September 1892 erstmals begangenen Schusterweg auf den Falkenstein. Nach dem bereits 1864 begangenen Turnerweg war dies der zweite klettersportliche Anstieg auf den Falkenstein. Er zählt noch heute zu den beliebtesten und meistbegangenen Kletterwegen der Sächsischen Schweiz. Im Jahr 1893 folgten gemeinsam mit Klimmer und anderen Kletterpartnern weitere Erstbesteigungen, so der Kleinen Hunskirche am Papststein, der Fluchtwand im Schmilkaer Gebiet sowie des Goldsteins und des Klimmersteins am Rauschenstein. Den Talwächter erstieg er zusammen mit Conrad und Friedrich Meurer auf einer neuen Route und erstmals ohne künstliche Hilfsmittel. Erstmals klettersportlich einwandfrei bestieg er zusammen mit drei weiteren Bergsteigern die Wartburg, einen Felsen im Kleinen Zschand, der früher Teil einer mittelalterlichen Felsenburg gewesen war. Unter sächsischen Bergsteigern bekannt ist auch seine Erstbegehung des Bösen Turms oberhalb von Schmilka am 27. August 1893, dessen letzten Abschnitt Schuster so beschrieb:

„Ich mache den Quergang, der zum Schlimmsten gehört, was die Sächsische Schweiz dem Kletterer überhaupt bietet, …“

In den Jahren 1894 bis 1898 folgten jeweils vor allem im Frühjahr und dem Herbst – der Sommer war den Alpen vorbehalten – weitere Erstbegehungen und Touren in der Sächsischen Schweiz. Dazu zählten die Erstbesteigung des Winklerturms, des Müllersteins, des Wartturms und des Kampfturms (so von Schuster benannt, weil ein Auerhahn Schuster und seinen Seilpartner Friedrich Meurer am Wandfuß attackierte), sowie Erstbegehungen am Heringstein und dem Hohen Torstein in den Schrammsteinen. Auch den Mönch bestieg Schuster in diesen Jahren mehrfach.
Ab etwa 1900 war Schuster in der Sächsischen Schweiz weniger bergsteigerisch aktiv, auch wenn er wiederholt mit Freunden Klettertouren auf einzelne Gipfel unternahm. Zu seinen Erstbegehungen aus dieser Zeit zählen beispielsweise das Kleine Bärenhorn 1903 und die Südwand am Großen Zschirnstein, eine der wenigen heute noch erlaubten Massivklettereien der Sächsischen Schweiz.
Schuster berichtete frühzeitig über seine Touren und veröffentlichte Berichte in einschlägigen Zeitschriften. In den Mitteilungen des DuÖAV stellte er 1894 erstmals die Sächsische Schweiz als Klettergebiet vor. Ab 1895 beschrieb Schuster als erster Autor für die Sächsische Schweiz Gipfel und Anstiege in einer Reihe von Artikeln in der Zeitschrift Über Berg und Thal des Gebirgsvereins der Sächsischen Schweiz.
Erstbegehungen in der Sächsischen Schweiz absolvierte Schuster in dieser Zeit nur noch selten. Dazu zählten 1907 der Byzantinerweg und 1910 als seine letzte sächsische Erstbegehung der Fischerweg, beide am Frienstein. Insgesamt sind aus den Jahren von 1891 bis 1910 in der Sächsischen Schweiz 33 Erstbegehungen von Schuster bekannt, an weiteren war er als Nachsteiger beteiligt.

### Alpen

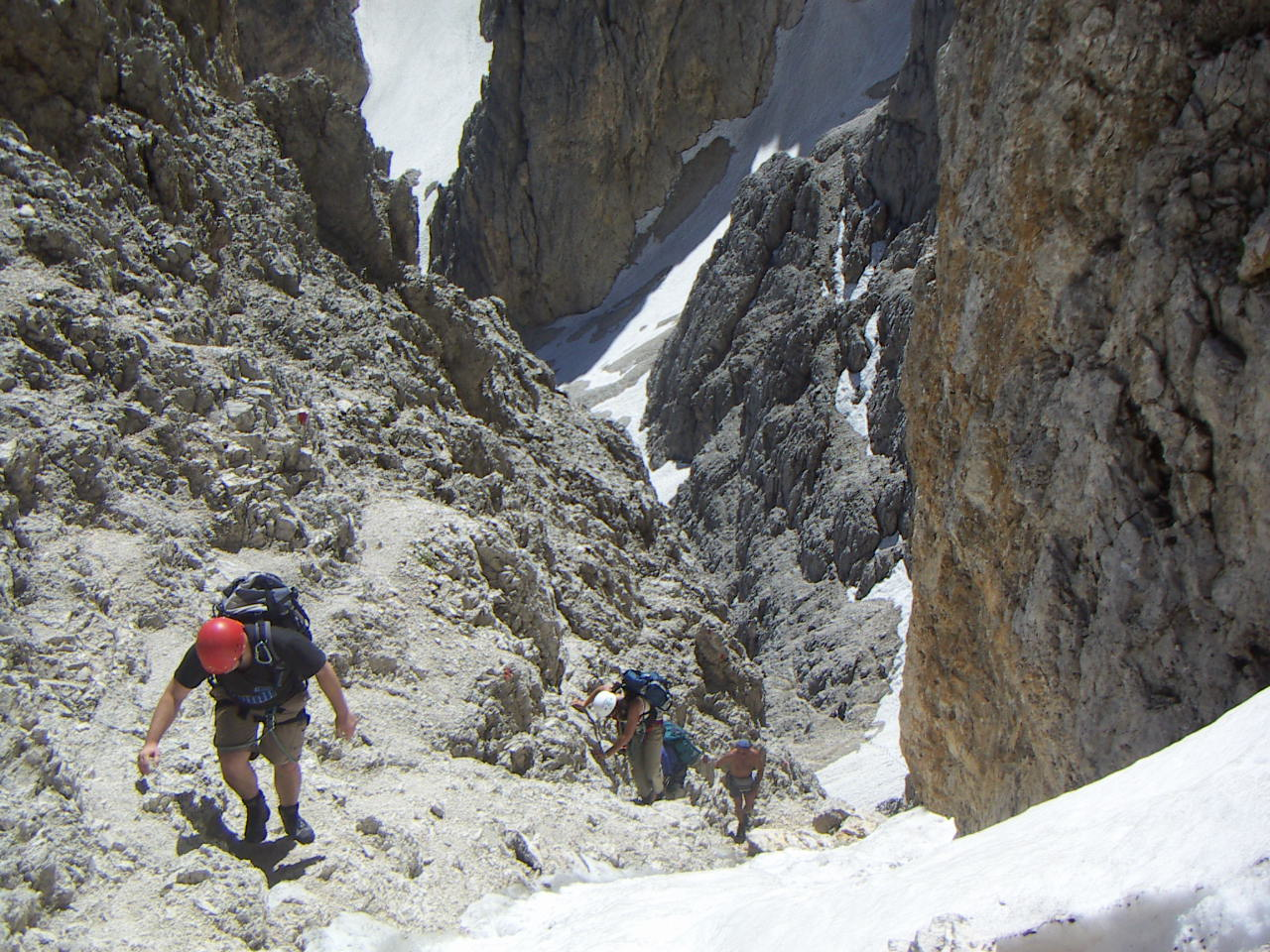
Der Oscar-Schuster-Steig auf den Plattkofel

Seit seinem Aufenthalt in Davos hatte Schuster die Alpen für sich als Ziel seiner alpinistischen Bemühungen entdeckt. Nach den ersten 1889 um Davos absolvierten Touren war er 1890 bereits mit Alexander Rzewuski, einem Schweizer Arzt und Vorsitzenden der Davoser SAC-Sektion, im Wallis unterwegs. Dort bestieg der damals 16-jährige Schuster am 31. Juli das Matterhorn, einige Tage später die Dufourspitze.
Hatte Schuster, wie es damals üblich war, die meisten Alpentouren mit Hilfe eines Bergführers bewältigt, so führte ihn ein zufälliges Treffen im August 1891 im Zillertal mit Eugen Guido Lammer nicht nur zu einer gemeinsamen Neutour auf die Zsigmondyspitze, sondern auch zur Entdeckung des führerlosen Gehens schwieriger Touren, wie es Lammer in dieser Zeit besonders propagierte. Schuster absolvierte in den Folgejahren viele führerlose Neutouren, griff jedoch auch weiterhin auf die Dienste von Bergführern zurück. Er war 1891 zudem Mitglied im exklusiven, auf die bergsteigerischen Fähigkeiten seiner Mitglieder Wert legenden Österreichischen Alpenklub geworden.
Fast den ganzen Sommer 1892 war Schuster in den Alpen unterwegs, so im Mai im Wettersteingebirge und im Wilden Kaiser. Im Juni und Juli war er gemeinsam mit einem Schweizer Freund erneut in den Albula-Alpen unterwegs, bevor er im August in den Zillertaler Alpen und der Venedigergruppe diverse Neutouren beging. Im Jahresbericht der Davoser SAC-Sektion für dieses Jahr war sein Tourenverzeichnis fast so lang wie das aller übrigen Sektionsmitglieder. Im Folgejahr war Schuster erstmals in den Dolomiten, wo vor allem die Langkofelgruppe in seinen Fokus rückte. Im Juli 1893 erstieg er den Langkofel auf einer neuen Route, ein Jahr später absolvierte er Erstbegehungen an der Fünffingerspitze und der Grohmannspitze, 1895 eine weitere Neutour am Plattkofel. Im Jahr 1896 veröffentlichte er in der Zeitschrift des DuÖAV, dessen Sektion Austria er 1894 beigetreten war, einen umfangreichen Bericht über die Langkofelgruppe.
In den Folgejahren bewältigte Schuster trotz der Anforderungen des gleichzeitigen Medizinstudiums jeden Sommer ein umfangreiches Programm an Bergtouren. Zu seinen Touren zählen die Erstbesteigung der Schüsselkarspitze im Wettersteingebirge am 6. Juni 1894 und die Erstbegehung des Nordwestgrats der Trettachspitze in den Allgäuer Alpen am 4. Juni 1895. In den Jahren 1896 und 1897 bestieg er verschiedene Gipfel der Pala in den Dolomiten, darunter eine Neutour zusammen mit der britischen Bergsteigerin Beatrice Tomasson auf die Pala della Madonna am 14. Juni 1897. Im August desselben Jahres folgte eine Besteigung des Piz Buin in der Silvrettagruppe, ebenfalls auf einem neuen Anstieg von Osten. Ab 1901, nach erfolgreicher Promotion, führte Schuster erneut verschiedene Dolomitentouren durch, darunter viele Erstbegehungen. In seinem 1903 für Freunde in Druck gegebenen Tourenverzeichnis führte er über 700 Gipfelbesteigungen auf rund 600 Bergtouren auf, darunter rund 50 Erstbesteigungen und Erstbegehungen.
Ab etwa 1896 führte Schuster erste Alpintouren im Winter durch, zunehmend auch mit Skiern. Herausragend war dabei seine Besteigung der Dufourspitze am 23. März 1898, die erste Skitour auf einen Viertausender überhaupt. Schuster betätigte sich zudem durch Publikationen und die Entwicklung einer neuen Skibindung als Skipionier. Von seinem zeitweiligen Studienort Freiburg aus nutzte er die Berge des Schwarzwalds für Skitouren. Ab 1902 war er mehrfach mit Willi Rickmer Rickmers auf Skitouren unterwegs. Zu seinen Tourengefährten auf Skiern gehörten außerdem unter anderen Henry Hoek und Wilhelm Paulcke. Im Jahr 1903 entdeckte und befuhr er zusammen mit dem Davoser Bergführer Johann Engi die Parsenn-Abfahrt.

### Kaukasus

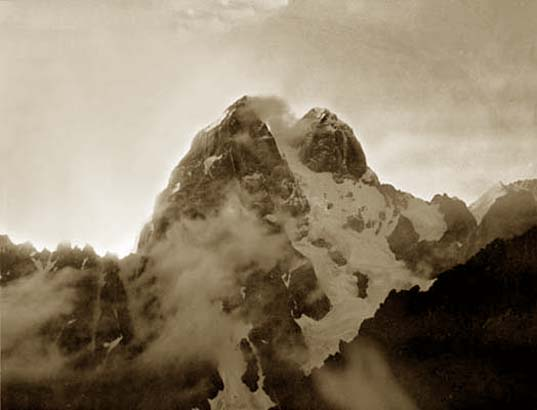
Der Uschba um 1890, Fotografie von Vittorio Sella

Willi Rickmer Rickmers, der bereits mehrfach in Russland unterwegs gewesen war, organisierte im Frühjahr 1903 eine alpine Expedition in den Kaukasus. Zu den Teilnehmern zählten neben Oscar Schuster unter anderen Adolf Schulze, Robert Helbling, Ernst Platz, Heinrich von Ficker und dessen Schwester Cenzi von Ficker. Die wichtigste Leistung der Expedition war die erstmalige Besteigung des 4737 m hohen Uschba-Südgipfels, der damals als schwierigster Berg der Welt eingestuft wurde. Schulze stürzte bei einem ersten Versuch schwer und erlitt Kopfverletzungen, er konnte nur mit Mühe ins Lager zurückgebracht werden. Trotz bandagierten Kopfs schaffte er es zusammen mit Schuster, Helbling, Fritz Reichert und Albert Weber in einem zweiten Versuch am 26. Juli 1903, den Gipfel zu besteigen. Im Anschluss an diesen Erfolg bestiegen die einzelnen Expeditionsteilnehmer noch weitere Gipfel im Kaukasus.
Schuster fuhr 1910 mit seinen Freunden Walter Fischer und Gustav Kuhfahl sowie dem Rigaer Professor Viktor von Friedrichs erneut in den Kaukasus, nachdem zuvor seit 1903 aufgrund von Unruhen keine bergsteigerischen Expeditionen von den russischen Behörden zugelassen worden waren. Sie bestiegen vor allem unbestiegene Gipfel in der Gruppe um den Kasbek. In den Jahren 1911 und 1912 führte Schuster erneut Kaukasus-Expeditionen durch: 1911 zusammen mit Walter Fischer und Ernst Platz erneut in die Kasbek-Gruppe, 1912 mit Walter Fischer und Hermann Renner in den östlichen Zentralkaukasus. Auf seiner letzten Kaukasus-Expedition gelang Schuster am 27. Juli 1914 mit Walter Fischer noch die Erstbesteigung des Dombai-Ulgen im Westkaukasus, bevor der Ausbruch des Ersten Weltkriegs die Expedition beendete.

### Sonstige Touren
Im Sommer 1907 fuhr Schuster in die bis dahin alpinistisch wenig erkundeten Berge Norwegens. Zusammen mit dem österreichischen Bergsteiger Norbert Hütter bestieg er auf den Vesterålen und den Lofoten verschiedene Gipfel und Wände.
Auch der Himalaya rückte in Schusters Blick. Der später mehrfach im Himalaya als Expeditionsleiter aktive Bergsteiger und Geologe Günter Oskar Dyhrenfurth, der 1910 mit Schuster in der Sächsischen Schweiz unterwegs gewesen war, plante für 1915 seine erste Himalaya-Expedition. Oscar Schuster war als Teilnehmer eingeplant, der Kriegsausbruch machte das Vorhaben obsolet. Mit Dyhrenfurth war Schuster bereits seit 1903 mehrfach unterwegs gewesen, so auf Klettertouren in den Falkenbergen (Sokole Góry) in Schlesien am Rande des Riesengebirges.

## Publizistische Tätigkeit
Oscar Schuster führte regelmäßig Tagebuch und notierte darin auch seine alpinistischen Aktivitäten. Darauf aufbauend veröffentlichte er ab 1892 erste Tourenberichte zu seinen Erstbegehungen in alpinistischen Zeitschriften, zunächst in der Österreichischen Alpenzeitung (ÖAZ). In den Folgejahren folgte eine große Anzahl an alpinen Tourenberichten, neben der ÖAZ in der Deutschen Alpenzeitung, der Österreichischen Touristenzeitung und weiteren Zeitschriften. Insgesamt veröffentlichte Schuster mehr als 120 Beiträge zu alpinen Themen.
Im Jahr 1894 beschrieb er erstmals die Sächsische Schweiz als geeignetes Übungsgebiet für Alpentouren in den Mittheilungen des Deutschen und Österreichischen Alpenvereins. Im gleichen Jahr stellte er erstmals in einem Vortrag in Dresden bei der dortigen Alpenvereinssektion seine alpinen Touren vor. Die Sächsische Schweiz und die dortigen Klettertouren beschrieb er vor allem in diversen Artikeln der Zeitschrift Über Berg und Thal. Die Berichte waren mit Anstiegsskizzen und Topos versehen und erschienen unter der Rubrik Felsklettern in der Sächsischen Schweiz. Skizzen und Zusammenstellungen daraus stellte er später Rudolf Fehrmann für den von diesem verfassten ersten Kletterführer für die Sächsische Schweiz zur Verfügung. Er hatte zunächst selbst geplant, einen Führer herauszubringen, doch kurz vor der Druckreife entschied er sich dagegen.
Schuster publizierte bis zum Ersten Weltkrieg regelmäßig über seine Touren und Expeditionen und berichtete vielfach in Vorträgen darüber. Seine Touren in Norwegen und dem Kaukasus verarbeitete er ebenfalls publizistisch, beginnend mit einem 1903 erschienenen umfangreichen Bericht über die Uschba-Besteigung in der Österreichischen Alpenzeitung. Andere Themen des als Alpinschriftsteller ausgesprochen vielseitigen Schuster waren Skitouren oder Expeditionsausrüstungen. Unvollendet blieb bedingt durch den Kriegsausbruch und seine Internierung ein geplanter Kaukasusführer.
Als vielseitig interessierter, nicht auf einen Beruf angewiesener Privatgelehrter befasste sich Schuster als Publizist auch mit philosophischen Fragen, vor allem beschäftigte er sich mit Arthur Schopenhauer. Er veröffentlichte 1911 im von Ludwig Stein herausgegebenen Archiv für Geschichte der Philosophie einen Artikel mit dem Thema Die Einfühlungstheorie bei Theodor Lipps und Schopenhauers Ästhetik. Zwei Jahre später folgte eine Studie über Die Wurzeln des Pessimismus bei Schopenhauer.
Nach dem Ersten Weltkrieg bereitete Waldemar Pfeilschmidt aus Schusters Tagebüchern seine bislang nicht veröffentlichten Tourenberichte aus der Sächsischen Schweiz auf. Herausgegeben von der Gilde vom Berge, einem Dresdner Kletterverein, erschienen sie ab 1922 als Hefte. Eine Sammlung von Schusters Tourenberichten erschien 1926 zusammen mit Erinnerungen von Weggefährten in einem Gedenkbuch Oskar Schuster und sein Geist – Ein Strauß bergsteigerischen Erlebens, das von der Akademischen Sektion Dresden des DuÖAV herausgegeben wurde.

## Nachwirken und Ehrungen

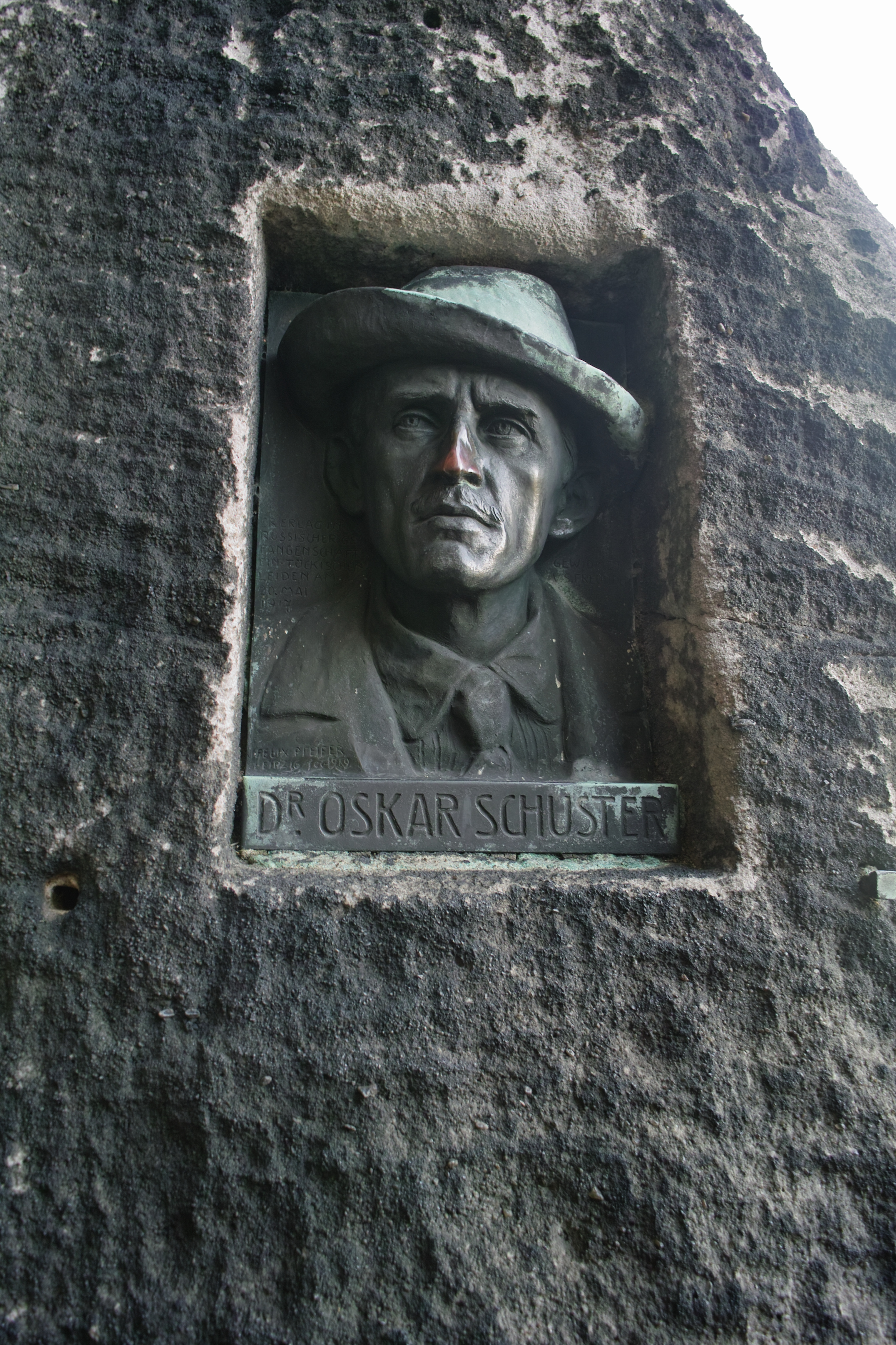
Schusterplakette im Schusterweg am Falkenstein

Schuster zählt in der Geschichte des Kletterns in der Sächsischen Schweiz zu den bedeutendsten und prägendsten Bergsteigern der Erschließungszeit bis zum Beginn des Ersten Weltkriegs. Sowohl in klettertechnischer als auch sportethischer Sicht gestaltete er die Entwicklung des Kletterns wesentlich mit. Als einer der ersten Kletterer in der Sächsischen Schweiz entwickelte Schuster Ideen und Überlegungen in Richtung des heutigen Freikletterns unter Verzicht auf künstliche Hilfsmittel zur Fortbewegung. Ebenso ist auf ihn die Wahrnehmung der sächsischen Felslandschaft nicht nur als Übungsgebiet für alpine Touren, sondern als Klettergebiet mit eigenständiger Bedeutung für den Klettersport zurückzuführen.
Spätere sächsische Kletterer wie Dietrich Hasse und Bernd Arnold sahen in Schuster daher einen der wichtigsten Wegbereiter für das Klettern in der Sächsischen Schweiz. Arnold bezeichnete ihn 2013 als „bahnbrechende[n] Wegbereiter“ und würdigte den philosophischen Ansatz Schusters, mit dem er den Klettersport betrachtete. Im alpinen Raum wirkte sich Schusters Ansatz des Verzichts auf künstliche Hilfsmittel ebenfalls auf die Entwicklung der Kletterethik, auch wenn in den Alpen erst Paul Preuß kompromisslos das Freiklettern forcierte und dafür entsprechende Grundsätze aufstellte. Reinhold Messner bewertete Schuster daher als eine der „Schlüsselfiguren zwischen Eroberungs- und Schwierigkeitsalpinismus“. Schuster, so Messner, habe weit über das Elbsandsteingebirge hinaus Spuren hinterlassen, er sei ein „großartiger Alpinist“ gewesen.
Oscar Schuster hatte am 18. September 1895 gemeinsam mit dem Wiener Bergsteiger Hans Lorenz eine neue Route durch die Ostwand des Plattkofels erstbegangen und setzte sich in der Folgezeit für den Ausbau dieses Weges ein, der damit einer der ersten Klettersteige in den Dolomiten wurde. Bereits im Jahresbericht 1896 der Akademischen Sektion Wien des DuÖAV wurde mitgeteilt, dass der neue Weg zu Ehren des Erstbegehers den Namen Oscar-Schuster-Weg erhalten solle. Der heute als Oscar-Schuster-Steig oder Oscar-Schuster-Klettersteig bezeichnete Weg ist ein beliebter Klettersteig, der entsprechend der Ziele Schusters nur spärlich mit Drahtseilen gesichert ist und ein hohes Maß an Eigenverantwortung seiner Begeher erfordert.
Ebenfalls bereits zu Schusters Lebzeiten nach ihm benannt und unter dem heutigen Namen schon im Fehrmannschen Kletterführer von 1908 aufgeführt wurde der Schusterturm im Bielatal, der seine erste bekannte Erstbesteigung war.
Im Sommer 1919 schlugen Freunde von Schuster aus der Akademischen Sektion Dresden des DuÖAV – Schuster war bereits im Alter von 30 Jahren Ehrenmitglied dieser Sektion geworden – vor, zu seinem Gedenken eine Plakette im Verlauf des Schusterwegs am Falkenstein anzubringen. Die Vertreterversammlung des Sächsischen Bergsteigerbunds (SBB) stimmte dem Anliegen angesichts der „ganz ausnehmenden Bedeutung Schusters als Bergsteiger der Sächsischen Schweiz“ (so Rudolf Fehrmann) zu – als Ausnahme vom ansonsten konsequent verfolgten Ziel eines Verzichts auf Gipfelzeichen, Erinnerungstafeln und ähnliche Zeichen. Das vom Leipziger Bildhauer Felix Pfeifer entworfene Bronzerelief mit Schusters Porträt wurde am 5. Oktober 1919 auf halber Höhe im Schusterweg angebracht. Am 17. Oktober 1919 fand zur Einweihung eine Gedenkfeier am Fuß des Falkensteins statt, an der neben persönlichen Freunden Schusters der Pirnaer Amtshauptmann, Vertreter der Forstbehörde und der verschiedenen Dresdner alpinen Vereine teilnahmen. Schusters Reisegefährte Walter Fischer, der die russische Internierung überlebt hatte, hielt die Gedenkrede. Anschließend stieg ein Teil der Teilnehmer über den Schusterweg zur Plakette und weiter auf den Gipfel des Falkensteins. Seit Beginn der 1980er Jahre hat sich, angeregt durch einen Fernsehbeitrag von Horst Mempel, unter Kletterern eingebürgert, bei einer Begehung des Schusterwegs die Nase des Bronzereliefs zu berühren.
Die Interessengemeinschaft Sächsische Bergsteigergeschichte gab 2013 eine Sonderbriefmarke bei PostModern mit dem Bildnis von Oscar Schuster heraus.